# Anna Smaill
Anna Smaill (geboren im April 1979 in Auckland, Neuseeland) ist eine neuseeländische Autorin, Universitätsdozentin, Dichterin und frühere Violinistin. Mit Der Klang der Erinnerung gewann sie den World Fantasy Award 2016 in der Kategorie "Bester Roman".

## Leben
Smaill begann im Alter von sieben Jahren, Violine zu spielen. Sie studierte ein Jahr lang Musik an der neuseeländischen University of Canterbury, verlor dann aber das Vertrauen in ihre musikalischen Fähigkeiten und wandte sich dem Schreiben zu. Für ein weiteres Studienjahr wechselte sie ihre Fächer zu Englisch und Musiktheorie und schloss ihr Studium 1998 mit einem Bachelor ab. Für ihren Master in Englischer Literatur kehrte sie nach Auckland, an die dortige Universität, zurück. Zusätzlich errang sie 2001 einen Master in Kreativem Schreiben von der Victoria University of Wellington. Zwischenzeitlich lebte sie zwei Jahre in Tokyo. 2009 schloss sie einen Ph.D. in zeitgenössischer amerikanischer Poesie ab, den sie am University College London begonnen hatte. Danach lehrte sie kreatives Schreiben an der University of Hertfordshire bis 2012. 2017 und 2018 war sie an der Victoria University of Wellington als Dozentin tätig.
Smaill ist mit dem Schriftsteller Carl Shuker verheiratet. Sie lernten sich 2001 in dem Kurs zum kreativen Schreiben an der Victoria University of Wellington kennen und haben eine Tochter und einen Sohn.

## Werke
- The Violinist in Spring. Victoria University Press, Victoria, NZ 2006, ISBN 978-0-86473-502-7.
- Der Klang der Erinnerung. Arctis, Zürich 2017, ISBN 978-3-03880-006-4 (englisch: The Chimes. 2015.).

## Schriften (Auswahl)
- "Beyond Analogy: Janet Frame and Existential Thought", in: Framework(s): Contemporary Criticism on Janet Frame. Jan Cronin and Simone Drichel (Hrsg.), Amsterdam: Rodopi (2009)[8]
- "Audience and Awkwardness: Personal Poetry in Britain and New Zealand", in: Oxford Handbook of Contemporary British and Irish Poetry. Peter Robinson (Hrsg.), Oxford: Oxford University Press (2014)
- "Anecdote in Post-1990s New Zealand Poetry", in: A History of New Zealand Literature. Mark Williams (Hrsg.), Cambridge: Cambridge University Press (2016)